# Museum Speelklok

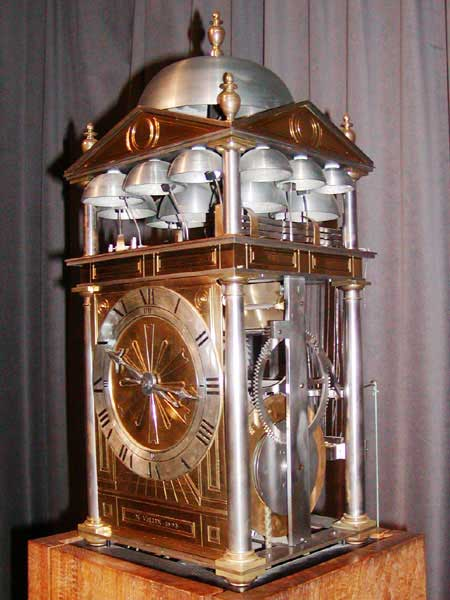
Un orologio musicale del 1598

Il Museum Speelklok (già Museum Van Speelklok tot Pierement) è un museo nella città di Utrecht in Paesi Bassi. Esso possiede una collezione di strumenti musicali che suonano automaticamente. La maggior parte degli strumenti è ancora in funzione e dunque può ancora suonare la sua musica. La collezione consiste in carillon, orologi musicali, pianole, organi di barberia (fra cui anche gli organi "di strada" che sono tipici dei Paesi Bassi), e un orologio di campanile con relative campane. Durante le visite guidate gli strumenti vengono suonati. Nei 50 anni della sua esistenza, il museo è diventato molto popolare nei Paesi Bassi e nel resto del mondo.